# Edinburgh Airport
Edinburgh Airport  (skotsk gaeliska: Port-adhair Dhùn Èideann) (IATA: EDI, ICAO: EGPH) är en flygplats i Edinburgh, Skottland. Det är den mest trafikerade flygplatsen i Skottland, med över tolv miljoner passagerare år 2016. Flygplatsen ligger 13 km väster om stadens centrum och är belägen strax bredvid motorvägen M8.
Flygplatsen ägs och drivs av Global Infrastructure Partners, som även äger och driver London City Airport.
Flygplatsen är en hub för flygbolagen EasyJet och Ryanair.
Den nuvarande terminalbyggnaden är ritad av Robert Matthew och byggdes år 1977. Den har rustats upp under de senaste åren, med nya parkeringsplatser och en utbyggd ankomsthall. Ett nytt kontrolltorn stod färdig år 2005.
Det finns planer för utbyggnad av flygplatsen, eftersom passagerarantalet beräknas öka till 26 miljoner passagerare per år fram till år 2030.

## Marktransport

### Bil
Motorvägen M8 passerar utanför flygplatsen. Det är cirka 13 km till centrala Edinburgh.

### Buss
Bussbolaget Lothian Buses kör under namnet Airlink mellan flygplatsen och centrala Edinburgh. De avgår flera turer per timme. Citylink kör bussar mellan flygplatsen och Glasgow, och Megabus kör mellan flygplatsen och Perth. Flera olika bussbolag kör mellan flygplatsen och olika ytterligare destinationer.

### Spårvagn
Sedan maj 2014 går det spårvagn från flygplatsen in till centrala Edinburgh var 7:e minut.